# Kit (1899)
Kit (ros. Кит) – rosyjski niszczyciel z przełomu XIX i XX wieku, jedna z czterech jednostek typu Kit. Okręt został zwodowany 30 listopada 1899 roku w niemieckiej stoczni Schichau w Elblągu, a do służby w Marynarce Wojennej Imperium Rosyjskiego został wcielony w czerwcu 1900 roku, z przydziałem do Floty Bałtyckiej. W 1902 roku nazwę jednostki zmieniono na „Bditielnyj” (ros. „Бдительный”). Niszczyciel został przerzucony na Daleki Wschód, gdzie wszedł w skład Eskadry Oceanu Spokojnego. Podczas wojny rosyjsko-japońskiej jednostka została samozatopiona w styczniu 1905 roku w Port Artur, by uniknąć przejęcia przez Japończyków.

## Projekt i budowa
„Kit” był jednym z czterech niszczycieli typu Kit, zamówionych i zbudowanych w Niemczech . Do 1907 roku jednostki te w Marynarce Wojennej Imperium Rosyjskiego klasyfikowano jako torpedowce . Okręt zbudowany został w stoczni Schichau w Elblągu (numer stoczniowy 657) . Stępkę jednostki położono w marcu 1899 roku, a zwodowany został 30 listopada 1899 roku .

## Dane taktyczno-techniczne

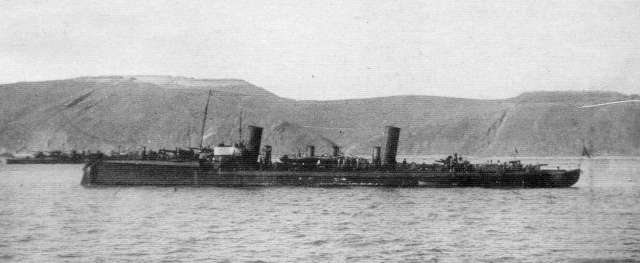
„Bditielnyj” w Port Artur w 1904 roku

Okręt był niewielkim, dwukominowym niszczycielem z dwoma masztami. Długość całkowita wynosiła 61,75 metra, szerokość 6,7 metra i zanurzenie 2,9 metra. Wyporność normalna wynosiła 346–350 ton, a pełna 445 ton . Okręt napędzany był przez dwie pionowe maszyny parowe potrójnego rozprężania o łącznej mocy 6000 KM, do której parę dostarczały cztery kotły Schichau . Dwuśrubowy układ napędowy pozwalał osiągnąć prędkość 27 węzłów . Okręt mógł zabrać zapas węgla o maksymalnej masie 80 ton, co zapewniało zasięg wynoszący 1500 Mm przy prędkości 10 węzłów .
Uzbrojenie artyleryjskie okrętu stanowiły: pojedyncze działo kalibru 75 mm Canet L/48 oraz pięć pojedynczych dział trzyfuntowych kalibru 47 mm Hotchkiss M1885 L/40 . Jednostka wyposażona była w trzy pojedyncze obracalne nadwodne wyrzutnie torped kalibru 381 mm: dwie umieszczone na pokładzie między kominami i trzecią za drugim kominem, z łącznym zapasem sześciu torped .
Załoga okrętu liczyła 64 oficerów, podoficerów i marynarzy .

## Służba
„Kit” został wcielony do służby w Marynarce Wojennej Imperium Rosyjskiego w czerwcu 1900 roku . Jednostka weszła w skład Floty Bałtyckiej. W marcu 1902 roku nazwę okrętu zmieniono na „Bditielnyj” (ros. „Бдительный”) . Między 1902 a 1903 rokiem niszczyciel został przerzucony na Daleki Wschód.
W momencie wybuchu wojny rosyjsko-japońskiej jednostka wchodziła w skład 1. Flotylli Niszczycieli I Eskadry Oceanu Spokojnego, stacjonując w Port Artur. 12 lutego?/25 lutego 1904 roku niszczyciele „Bditielnyj”, „Lejtienant Burakow”, „Biesstrasznyj” i „Wnuszytielnyj” udały się na patrol u wybrzeży półwyspu Kwantung, gdzie doszło do potyczki z japońskimi niszczycielami, zakończonej następnego dnia utratą „Wnuszytielnyja”. Wieczorem 26 lutego?/10 marca okręt uczestniczył w wyjściu głównych sił eskadry portarturskiej z bazy (pięć pancerników, cztery krążowniki, dwa krążowniki torpedowe i siedem niszczycieli), które wobec nienapotkania przeciwnika przeprowadziły ćwiczenia taktyczne i powróciły do portu. W nocy z 8 marca?/21 marca na 9 marca?/22 marca patrolujące wody nieopodal bazy niszczyciele „Bditielnyj” i „Grozowoj” oraz kanonierki „Bobr” i „Otważnyj” starły się z japońskimi niszczycielami z 4 dywizjonu, w wyniku czego lekkich uszkodzeń doznał „Harusame”. 13 czerwca?/26 czerwca okręt z dowódcą I Eskadry kontradmirałem Wilgelmem Witgeftem na pokładzie wziął udział w ostrzale japońskich oddziałów przeprowadzających atak na wojsko rosyjskie broniące Port Artur. 8 sierpnia?/21 sierpnia „Bditielnyj” uczestniczył w odparciu pierwszego szturmu rosyjskiej bazy, ostrzeliwując japońskie baterie. 28 września?/11 października „Bditielnyj”, „Silnyj”, „Sierdityj”, „Strojnyj”, „Statnyj”, „Storożewoj”, „Włastnyj”, „Smiełyj” i „Rastoropnyj” postawiły 20 min u wejścia do Zatoki Lunwantan.
31 października?/13 listopada „Bditielnyj”, uczestnicząc w akcji ratunkowej załogi zatopionego nieopodal Port Artur na minie niszczyciela „Strojnyj”, sam wszedł na minę i został uszkodzony. Niszczyciel został doholowany do bazy, jednak nie podjęto jego naprawy. Jednostka została samozatopiona w Port Artur poprzez odpalenie głowic torped w nocy z 19 grudnia?/1 stycznia na 20 grudnia?/2 stycznia 1905 roku, by uniknąć przejęcia przez Japończyków.